# Olivier Weinberg
Pour les articles homonymes, voir Weinberg.
 (juillet 2011).
Si vous disposez d'ouvrages ou d'articles de référence ou si vous connaissez des sites web de qualité traitant du thème abordé ici, merci de compléter l'article en donnant les références utiles à sa vérifiabilité et en les liant à la section « Notes et références ».
 (septembre 2018).
Olivier Weinberg (né en 1969) est un dessinateur et illustrateur français.

## Biographie
Weinberg mène des études universitaires dans les domaines de la linguistique et des arts plastiques. En 1990, il rencontre Bob de Moor. Puis, en 1998, il débute dans le domaine du dessin animé pour des séries TV. Il exerce en tant que designer, illustrateur, storyboarder pour des studios à Paris, Angoulême et Luxembourg.
Entre 2005 et 2006, il publie, dans le journal La Semaine, sa première bande dessinée à suivre, une histoire policière. En 2008, il rencontre Jacques Martin qui lui propose de travailler sur les Voyages de Lefranc (qui deviendront Les Reportages de Lefranc).
En 2015, Olivier Weinberg reçoit le Prix Saint-Michel, Plume d'or pour le Reportage de Lefranc – La Chute du Reich (Casterman)[réf. nécessaire].

## Publications
- Les Reportages de Lefranc : Le Mur de L’Atlantique, avril 2011
- Les Reportages de Lefranc : Le Débarquement, mai 2014
- Les Reportages de Lefranc : La Bataille des Ardennes, octobre 2014
- Les Reportages de Lefranc : La Chute du 3e Reich, mai 2015
- Les Reportages de Lefranc : Les Batailles de Moselle, novembre 2017
- Les Voyages de Jhen : Le Château de Malbrouck, mai 2019

## Productions audiovisuelles
Weinberg a participé aux œuvres suivantes :
- Tara Duncan (M6)
- Horseland : Bienvenue au ranch ! (France 5)
- Sushi Pack (France 3)
- Shaolin Wuzang (France 3)
- Bali (Disney Channel)
- Esprit fantômes (TF1)
- My Dad The Rock Star (M6)
- Le Gowap (TF1)

Il a réalisé des layout décors pour le long-métrage Ernest et Célestine (Canal+), adaptation des livres de Gabrielle Vincent (éd. Casterman). Il a aussi participé aux layouts et storyboard pour le long-métrage The Congress d'Ari Folman (2013). Enfin, il participe aux décors pour long-métrage Song of the Sea de Tomm Moore (2014).